# Homalometopus albiditinctus
Homalometopus albiditinctus är en tvåvingeart som beskrevs av Becker 1903. Homalometopus albiditinctus ingår i släktet Homalometopus och familjen vattenflugor. Inga underarter finns listade i Catalogue of Life.